# Mac and Katie Kissoon
Mac and Katie Kissoon war ein britisches Pop- und Soul-Duo, das aus den Geschwistern Gerald „Mac“ Kissoon (* 11. November 1943 in Port of Spain, Trinidad) und Kathleen „Katie“ Kissoon (* 11. März 1951 in Port of Spain, Trinidad) bestand.

## Biografie
Nachdem die Geschwister Kissoon von Trinidad nach England gezogen waren, gründeten sie dort mit weiteren Musikern The Marionettes, eine aus zwei Männern und zwei Frauen bestehende Gesangsgruppe, die der englische Rock-’n’-Roll-Musiker Marty Wilde produzierte. Später wurden die beiden Mitglieder der Rag Dolls. Katie Kissoon war auch unter dem Namen Peanut aktiv.
Größeren kommerziellen Erfolg hatten die Kissoons erst als Duo. Mit Chirpy Chirpy Cheep Cheep, das im Frühling des Jahres bereits ein Welthit der Gruppe Middle of the Road war, platzierten sie sich in den Top 20 der amerikanischen Billboard Hot 100 und auf Platz 41 im Vereinigten Königreich. Mit Sugar Candy Kisses (Platz 3) und Don’t Do It Baby (Platz 9) folgten 1975 zwei Top-10-Hits in der englischen Hitparade, Like a Butterfly erreichte dort im selben Jahr die Top 20 (Platz 18). Der letzte Charterfolg des Duos war die Single The Two of Us, die es 1976 auf Platz 46 der UK-Charts schaffte.

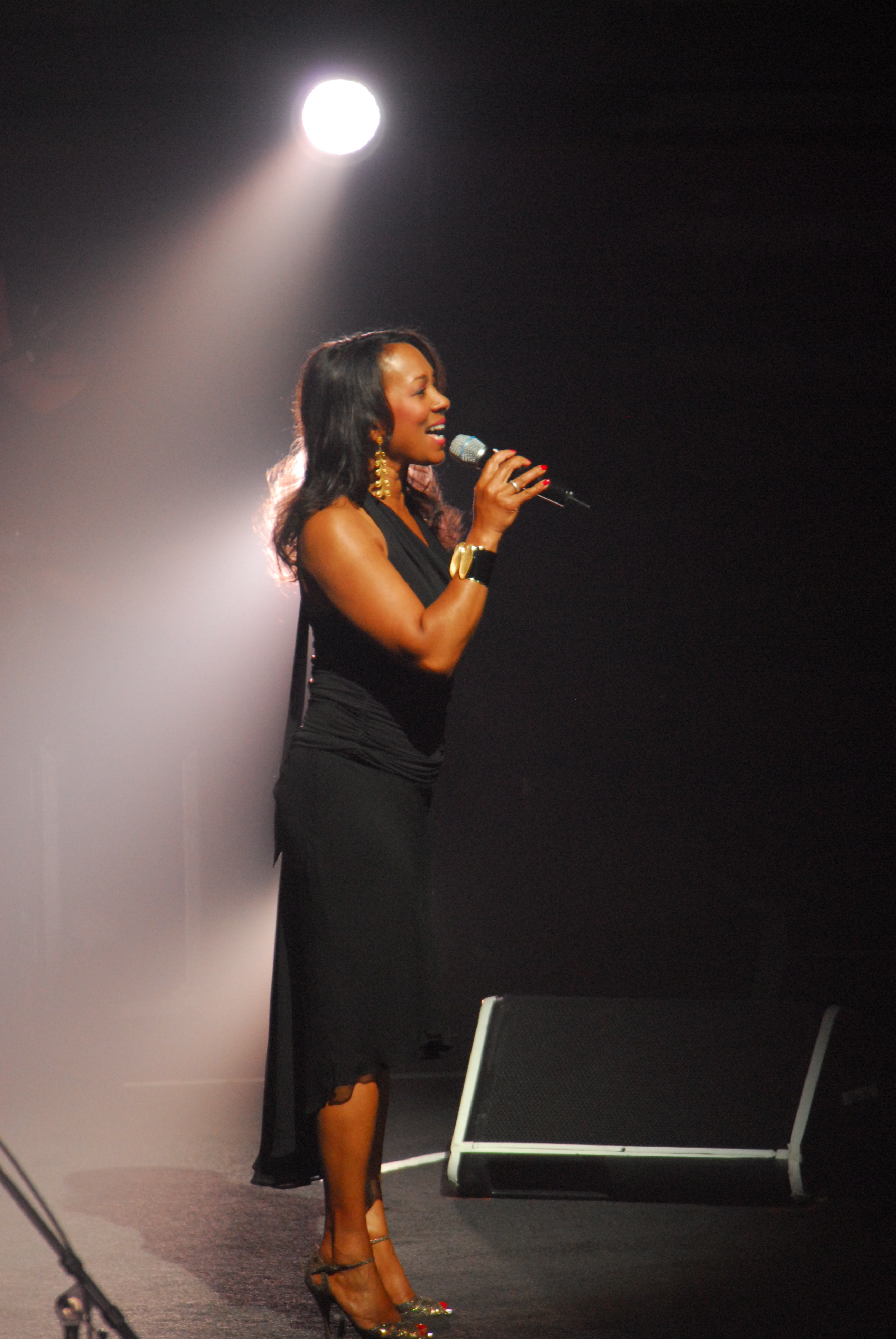
Katie Kissoon (2007)

Katie Kissoon widmete sich seither Soloprojekten, wie dem nach ihr benannten 1981er Album, und machte Karriere als Backgroundsängerin mit Künstlern wie Van Morrison, Eric Clapton, Roger Waters, Elton John, Eros Ramazzotti, George Harrison, George Michael, Robbie Williams und Mark Knopfler. Auch Mac Kissoon veröffentlichte eigene Tonträger, darunter die Alben Mac Kissoon (1979) und Emotions (1980).

## Diskografie

### Alben
- 1971: The Beginning
- 1973: Recital at the Festival „The Golden Orpheus ’73“ (mit Ricchi e Poveri)
- 1974: Love Will Keep Us Together
- 1975: Sugar Candy Kisses
- 1976: The Two of Us
- 1997: From Now On

### Kompilationen
- 1972: Sing Along with Mac & Katie Kissoon
- 1975: Mac & Katie Kissoon
- 1977: The Greatest Hits
- 1984: Sugar Candy Kisses
- 1996: The Best of Mac & Katie Kissoon
- 2002: Love Will Keep Us Together
- 2002: The Two of Us: The Very Best of Mac & Katie Kissoon

### Singles
| Jahr | Titel Album                             | Höchstplatzierung, Gesamtwochen, AuszeichnungChartplatzierungen (Jahr, Titel, Album, Platzierungen, Wochen, Auszeichnungen, Anmerkungen) | Höchstplatzierung, Gesamtwochen, AuszeichnungChartplatzierungen (Jahr, Titel, Album, Platzierungen, Wochen, Auszeichnungen, Anmerkungen) | Höchstplatzierung, Gesamtwochen, AuszeichnungChartplatzierungen (Jahr, Titel, Album, Platzierungen, Wochen, Auszeichnungen, Anmerkungen) | Anmerkungen                                                       |
| Jahr | Titel Album                             | DE | UK | US | Anmerkungen                                                       |
| ---- | --------------------------------------- | --- | --- | --- | ----------------------------------------------------------------- |
| 1971 | Chirpy Chirpy Cheep Cheep The Beginning | — | UK41 (1 Wo.)UK | US20 (15 Wo.)US | Autor und Originalinterpret: Harold Stott alias Lally Scott, 1970 |
| 1975 | Sugar Candy Kisses                      | DE49 (1 Wo.)DE | UK3 Silber · (10 Wo.)UK | — | Erstveröffentlichung: 12. Januar 1975 Verkäufe: + 250.000         |
| 1975 | Don’t Do It Baby Sugar Candy Kisses     | — | UK9 (8 Wo.)UK | — |                                                                   |
| 1975 | Like a Butterfly Sugar Candy Kisses     | — | UK18 (9 Wo.)UK | — |                                                                   |
| 1976 | The Two of Us                           | — | UK46 (5 Wo.)UK | — |                                                                   |

Weitere Singles
- 1971: Keep On Laughing Baby
- 1971: Pigeon
- 1972: Sing Along
- 1972: I’ve Found My Freedom
- 1972: Hey You Love
- 1972: Song for Everybody
- 1973: Love Will Keep Us Together
- 1973: Beautiful World out There
- 1973: Change It All (Piazza San Babila)
- 1974: Big Hello
- 1975: I’m Just Dreaming
- 1976: And the Lord Said
- 1976: Your Love
- 1976: Where Would Our Love Be
- 1976: Dream of Me
- 1979: Love and Understanding (Verkäufe: + 100.000)
- 1980: We Are Family
- 1984: Freedom
- 2002: I Would Never Say Goodbye Again

## Auszeichnungen für Musikverkäufe
| Goldene Schallplatte - Niederlande - 1980: für die Single Love and Understanding |

Anmerkung: Auszeichnungen in Ländern aus den Charttabellen bzw. Chartboxen sind in ebendiesen zu finden.
| Land/RegionAuszeichnungen für Musikverkäufe (Land/Region, Auszeichnungen, Verkäufe, Quellen) | Silber  | Gold  | Platin | Verkäufe | Quellen   |
| -------------------------------------------------------------------------------------------- | ------- | ----- | ------ | -------- | --------- |
| Niederlande (NVPI)                                                                           | —       | Gold1 | —      | 100.000  | nvpi.nl   |
| Vereinigtes Königreich (BPI)                                                                 | Silber1 | —     | —      | 250.000  | bpi.co.uk |
| Insgesamt                                                                                    | Silber1 | Gold1 | —      |          |           |